# DARTライトレール
この項目では、アメリカ合衆国テキサス州ダラスと周辺都市で公共交通網を運営するダラス高速運輸公社（Dallas Area Rapid Transit、DART）が運営するライトレールについて解説する。1996年に開通し、2019年の時点でダラス中心部と郊外を結ぶ4系統・総延長150 km近くというアメリカ合衆国の最大の路線網を有するこのライトレールでは、日本製の部分超低床電車が使用されている。

## 関連項目

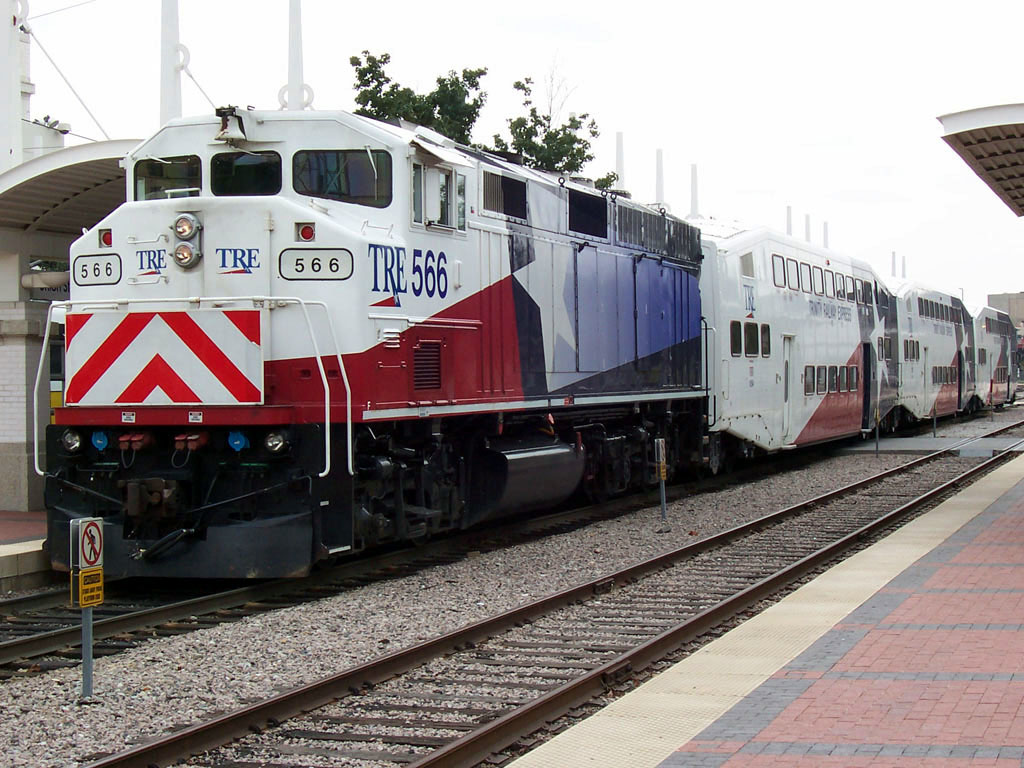
トリニティ・レールウェイ・エクスプレス ダラスとフォートワースを結ぶ通勤鉄道
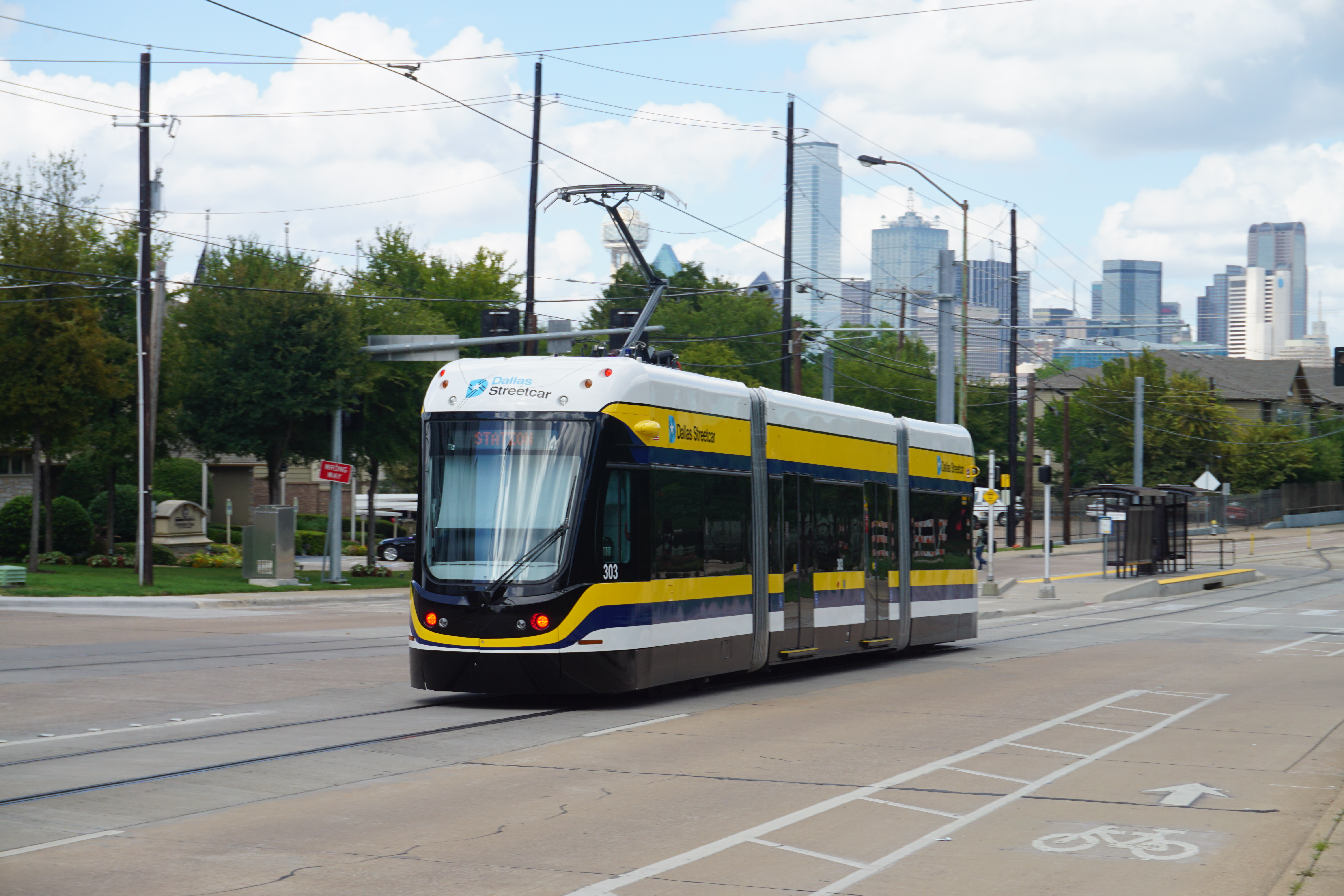
ダラス・ストリートカー ダラス市内を走る路面電車（ストリートカー）
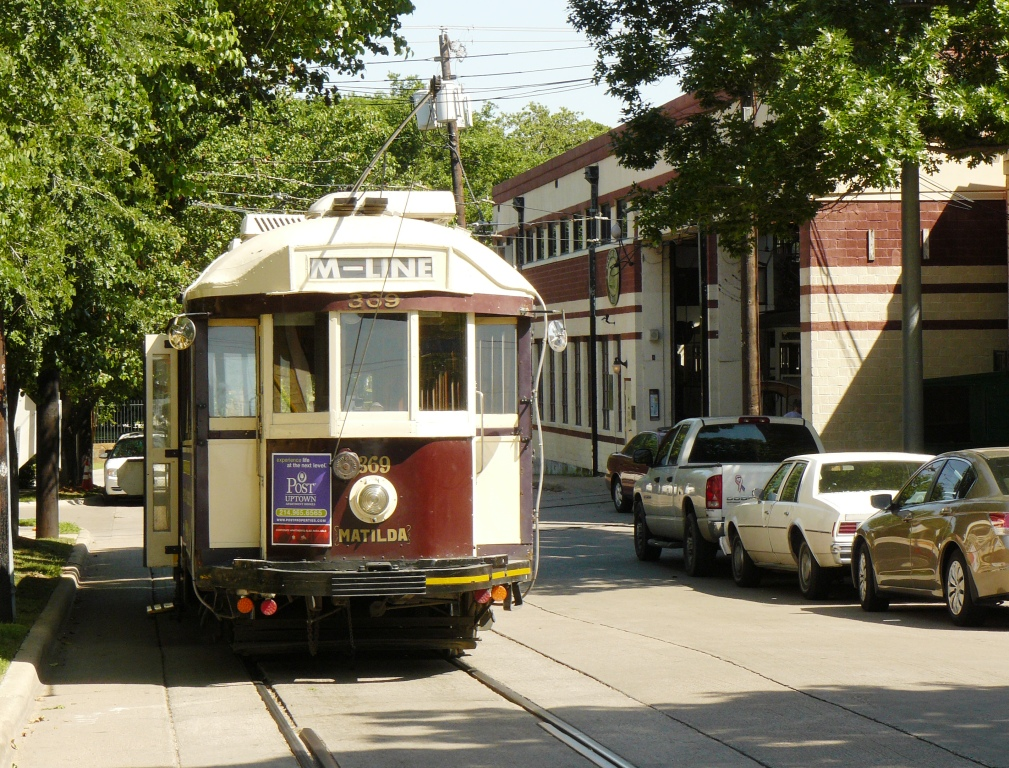
Mライン ダラス市内を走る保存路面電車 運営は"McKinney Avenue Transit Authority"（MATA）によって行われる

## 概要・歴史
1970年代、ダラスでは行き過ぎたモータリーゼーションにより交通渋滞の増加や大気汚染などが課題となっており、公共交通機関を再編する動きが高まっていた。そこで1983年、テキサス州交通法第542条に基づきダラス市を中心とした地域の公共交通機関の運営を担う公社としてダラス高速運輸公社（DART）が設立された。DARTライトレールの計画が立ち上がったのは翌1984年12月である。工事は1990年から始まり、1994年には地下区間のトンネル建設が完了した。そして1996年6月14日に最初の区間となる32.1 km（20 mile）が暫定的に運賃無料で開通し、10日後の6月24日から本格的な営業運転が始まった。当初の想定では1日の利用客数は平均15,000人であったが、7月の時点でそれを上回る18,000人を記録している。
翌1997年以降も路線延長や車両増備が続き、2010年にはDART全体の収益減少による延伸計画の凍結が検討されたものの、コスト削減や連邦政府の資金投入により建設が再開され、2014年以降はダラス・フォートワース国際空港へ直通する空港連絡鉄道の役割も担っている。2020年1月現在の総延長は149.6 km（93 mi）、営業キロは293.5 km（182.4 mi）でアメリカ合衆国のライトレール中最大の規模を誇り、2018年度の利用客数は2,887万人、平日（月曜日 - 金曜日）の平均利用客数も93,400人を記録している。

## 運行

### 系統
2020年1月現在、DARTライトレールには以下の4系統が存在する。各系統とも全区間を運行する列車が主体だが、区間運転を行う列車や別系統への直通運転を実施する列車も設定されている。運転間隔は朝夕のラッシュ時は15分、日中や夜間は20 - 30分である。
| 系統名         | 起点             | 終点                       | 開業          | 補足                                   |
| -------------- | ---------------- | -------------------------- | ------------- | -------------------------------------- |
| レッドライン   | Parker Road      | Westmoreland               | 1996年6月14日 |                                        |
| ブルーライン   | Downtown Rowlett | UNT Dallas                 | 1996年6月14日 |                                        |
| グリーンライン | Buckner          | North Carrollton/Frankford | 2009年9月14日 | West End - Victory間は2004年11月に開通 |
| オレンジライン | Parker Road      | DFW Airport                | 2012年7月30日 |                                        |

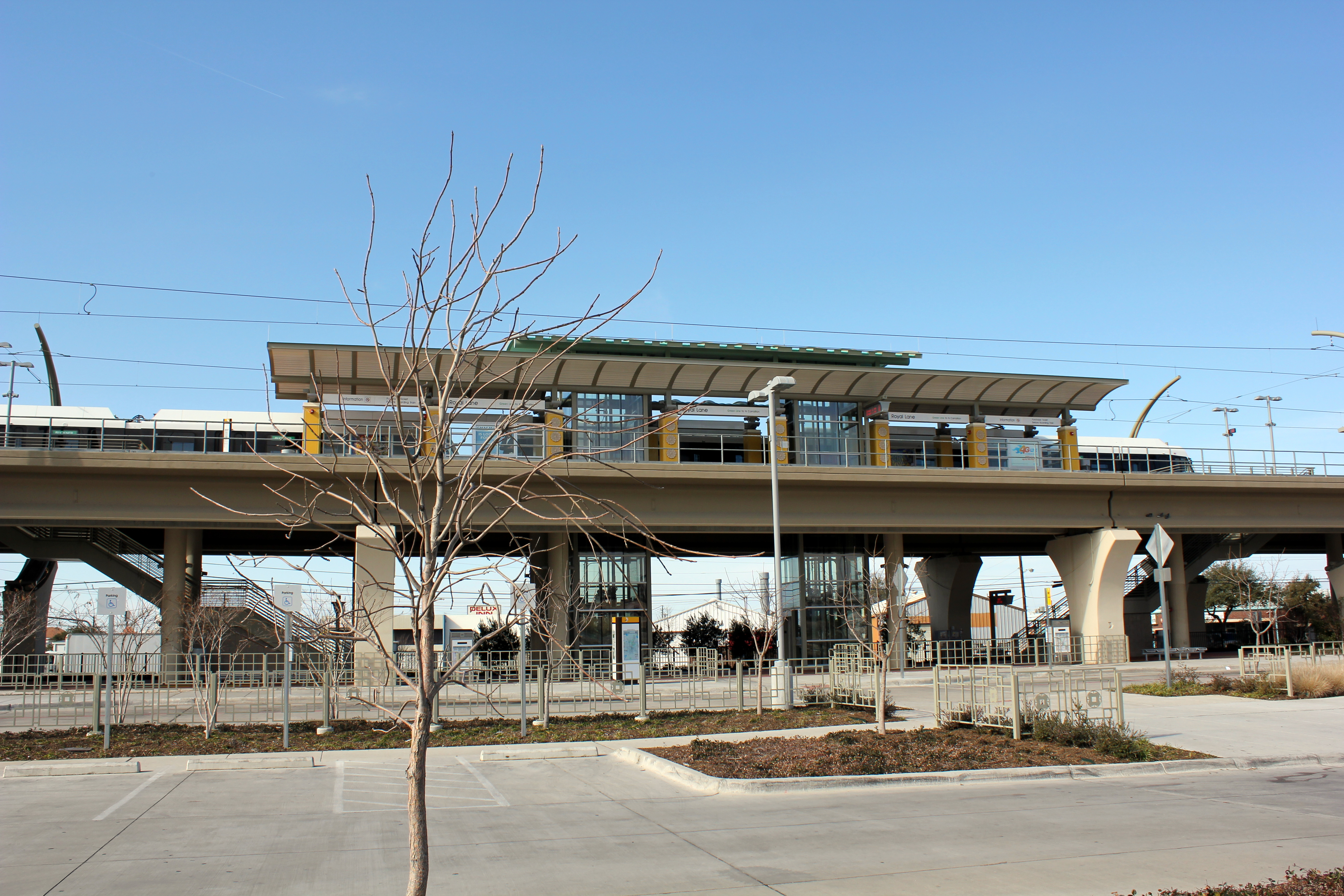
高架駅であるロイヤルレーン駅（Royal Lane）
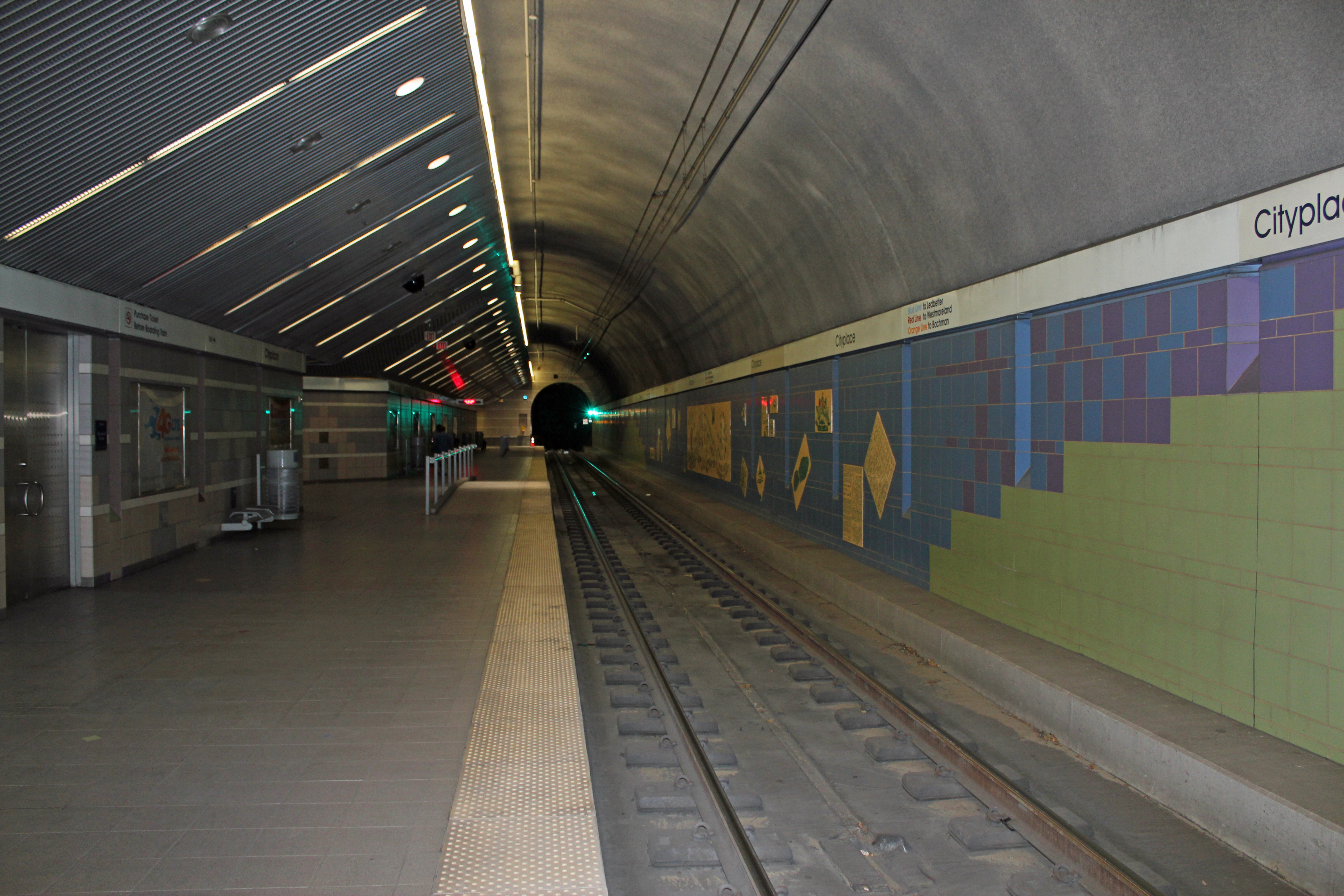
シティプレイス/アップタウン駅（Cityplace/Uptown）は地下区間に存在する
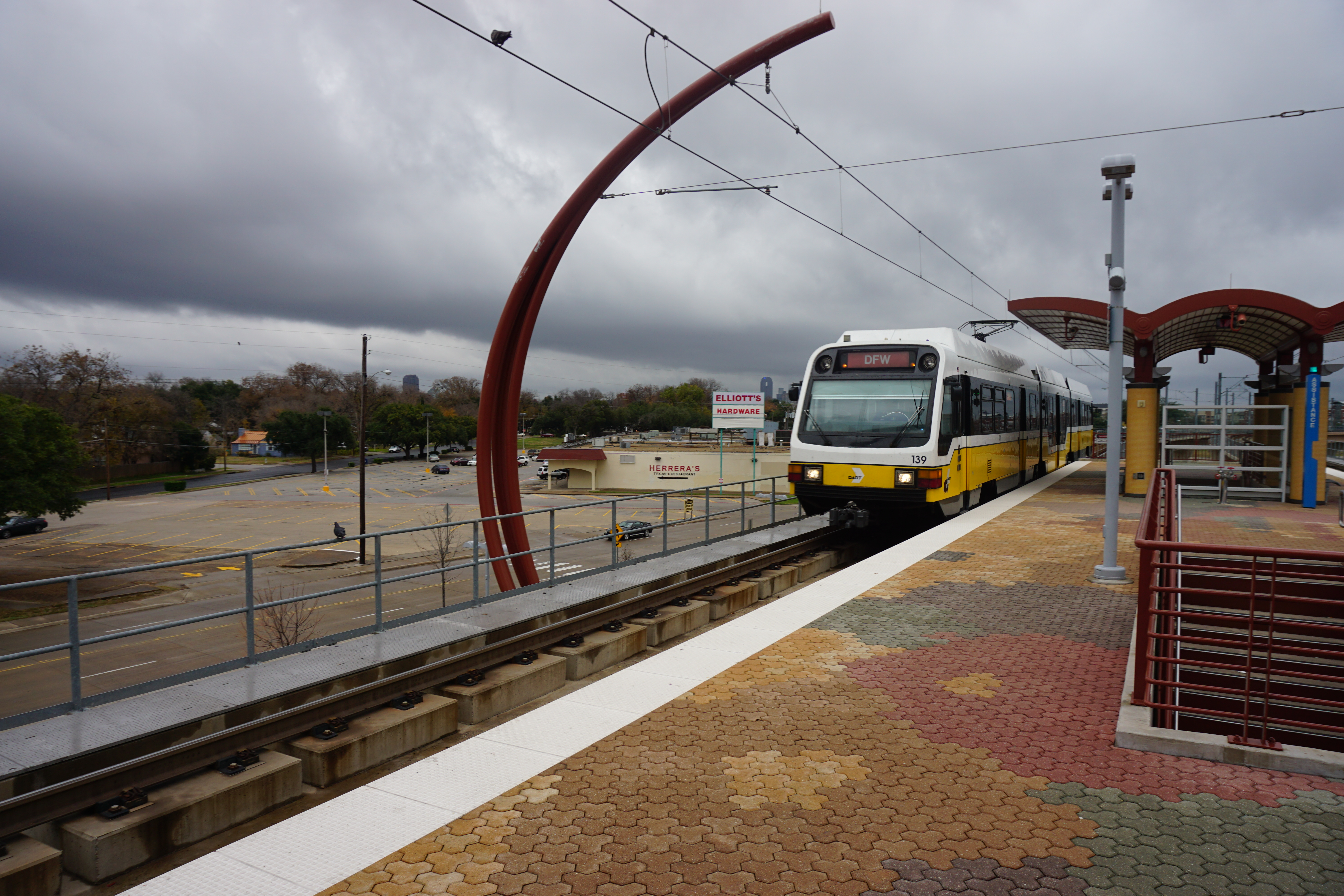
インウッド/ラブフィールド駅（Inwood/Love Field）ではダラス・ラブ飛行場へ向かうバスと接続する
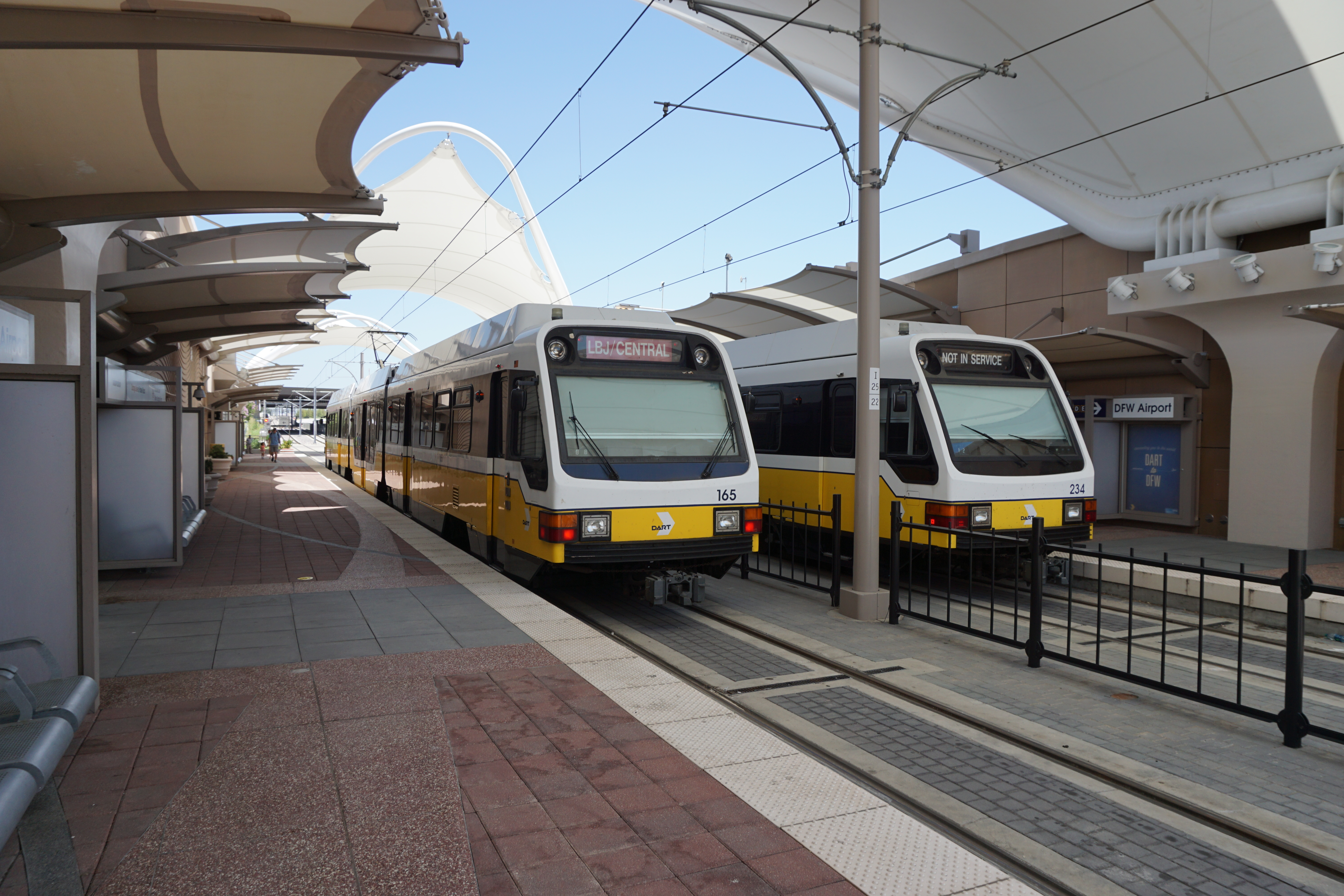
ダラス・フォートワース国際空港のターミナルと隣接したDFW空港駅（DFW Airport）

### 運賃
DARTライトレールでは駅に設置された券売機で事前に乗車券を購入する信用乗車方式を採用しており、スマートフォン用アプリの"GoPass"を用いる事も可能である。車内では検査官により検札が実施される場合があるため、必要に応じて乗車券やスマートフォンを提示する必要がある。
2019年時点の料金はAM/PMパスが大人3ドル、1日券が6ドルである。また午前9時30分から午後2時30分まで有効な"ミッドデイ・パス"（Midday Pass）も使用可能であり、こちらの料金は2ドルとなる。

## 車両

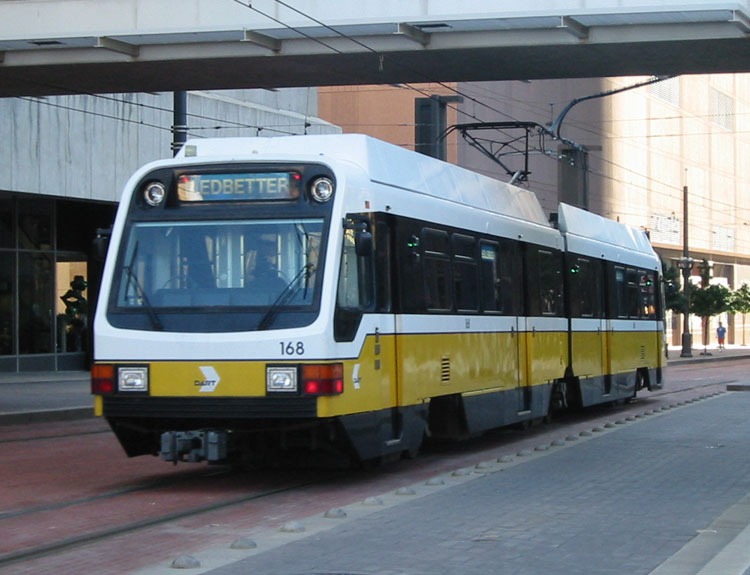
近畿車輛製の電車
登場時は2車体連接車であった

1996年の開業当初から、DARTが運営するライトレールには日本の鉄道車両メーカーである近畿車輛が製造を手掛ける電車が運用に就いている。"Futuristic"（未来的）と言うテーマの基で設計された流線型の外見を有し、バイ・アメリカン法に伴うアメリカ製の部品の多用、アメリカにおける安全基準など各種の厳しい条件に適合した設計となっている。
導入当初は2車体連接車であったが、バリアフリーや乗客増加への対応により2008年以降は床上高さ406.4 mmの低床車体を組み込んだ3車体連接車、もしくはその編成での新造が実施されており、2020年1月現在163両が在籍する。これらの車両はSLRV（Super Light Rail Vehicle）と呼ばれる。

## 今後の予定
2020年1月現在、DARTが運営するライトレールには以下の延伸および施設の改良計画が存在する。

### D2サブウェイ（D2 Subway）
ダラス中心部のダウンタウン地区を通るパール/アーツ高架橋駅（Pearl/Arts District） - ウエストエンド駅（West End）は、2019年の時点でライトレールの全系統が走行する区間であり、線路容量を始め様々な面において運用上のネックとなっている。そこでDARTでは輸送力増強用としてこの区間と並行する地下路線のD2サブウェイを建設する計画を2007年以降進めており、2017年にはダラス市議会とDART理事会からの承認を受けている。ディープエルム駅（Deep Ellum）から分岐し、既存の線路と交差する地下区間を通りビクトリー駅（Victory）へと向かう路線で、ディープエルム駅付近の分岐点はデルタ線となっているため非常時には各方面の列車が乗り入れ可能となっている。駅は地下区間に3箇所、ビクトリー駅付近の地上区間に1箇所設置される予定である。
完成後はグリーンラインとオレンジラインがD2サブウェイ経由に変更され、ダウンタウン地区における列車本数の増加や非常時における信頼性の向上が図られる。

### プラットホームの拡張
ラッシュ時の混雑を解消するため、2019年から2022年までの間にレッドラインとブルーラインの28駅に対してプラットホーム拡張工事が実施される。これにより両系統での3両編成による運行が可能となり、1列車の輸送量が33％増加する。

### オレンジラインの新駅建設
オレンジラインでは2020年1月現在新駅として"ループ12駅"（Loop 12）とヒドゥンリッジ駅（Hidden Ridge）の建設が進められており、後者については2020年中に開業予定となっている。